# Bogatynia (gemeente)
De gemeente Bogatynia is een stad- en landgemeente in het Poolse woiwodschap Neder-Silezië, in powiat Zgorzelecki.
De zetel van de gemeente is in Bogatynia.
Op 30 juni 2004 telde de gemeente 25 410 inwoners.

## Oppervlakte gegevens
In 2002 bedroeg de totale oppervlakte van gemeente Bogatynia 136,17 km², waarvan:
- agrarisch gebied: 43%
- bossen: 15%

De gemeente beslaat 16,25% van de totale oppervlakte van de powiat.

## Demografie
Stand op 30 juni 2004:
| Omschrijving                   | Totaal | Totaal | Vrouwen | Vrouwen | Mannen | Mannen |
| ------------------------------ | ------ | ------ | ------- | ------- | ------ | ------ |
| eenheid                        | aantal | %      | aantal  | %       | aantal | %      |
| inwoners                       | 25 410 | 100    | 12 975  | 51,1    | 12 435 | 48,9   |
| bevolkingsdichtheid (inw./km²) | 186,6  | 186,6  | 95,3    | 95,3    | 91,3   | 91,3   |

In 2002 bedroeg het gemiddelde inkomen per inwoner 3610,48 zł.

## Plaatsen
Białopole (Sommerau), Bogatynia (Reichenau in Sachsen), Bratków (Blumberg), Działoszyn (Königshain), Jasna Góra (Lichtenberg), Kopaczów (Oberullersdorf), Krzewina (Grunau), Lutogniewice (Schönfeld), Opolno-Zdrój (Bad Oppelsdorf), Porajów (Großporitsch), Posada (Rusdorf), Sieniawka (Kleinschönau), Wigancice Żytawskie (Weigsdorf), Wolanów (Friedreich), Wyszków (Maxdorf), en Rybarzowice (Reibersdorf).

## Aangrenzende gemeenten
Zawidów. De gemeente grenst aan Tsjechië en Duitsland.